# 루벤 파그나니니
루벤 오스카르 파그나니니(스페인어: Rubén Oscar Pagnanini, 1949년 1월 31일 ~ )는 은퇴한 아르헨티나 출신의 축구 선수이다. 포지션은 미드필더였다. 1978년 FIFA 월드컵의 우승멤버이기도 하다. 별명은 고양이(El Gato)다.
그는 1968년 에스투디안테스에서 데뷔했다. 1977년 인데펜디엔테로 이적한 그는 1977년과 1978년 나시오날 챔피언쉽에서 우승을 차지했다. 그는 아르헨티나 축구 국가대표팀에 뽑혀 1978년 월드컵에 소집되었으나 경기를 뛰지는 못했다. 1980년 아르헨티노스 주니어스에서 은퇴했다.
2007년 4부리그의 데포르티보 라에밀라의 코치로 있었다.